# De Lorelei (De Rode Ridder)
De Lorelei is een stripverhaal uit de reeks van De Rode Ridder. Het is geschreven en getekend door Karel Biddeloo. De eerste albumuitgave was in 1970.

## Het verhaal
Na zijn vorige avontuur De hamer van Thor rijdt Johan langs de Rijnoevers waar hij van een visser de legende van de Lorelei hoort. Die avond is hij getuige hoe een schip op de kliffen vaart als zij in de mist koers zet richting het gezang vanaf de berg Lorelei, maar kan geen hulp bieden omdat hij zijn bewustzijn na een val verliest. De volgende ochtend redt hij de enige overlevende, Diederik. Als Johan onderzoek doet naar de Lorelei, wordt de door wolven bedreigde Diederik gered door een mysterieus meisje. Als Johan dit hoort, probeert hij haar op te sporen en komt hij uit bij een hoeve. De ontvangst is niet hartelijk, maar nadat Johan meesteres Ruth van de hoeve redt, worden Johan en Diederik welkom geheten en mogen ze blijven. In de hoeve ziet Diederik het mysterieuze meisje weer, die hem redt van een aanslag met een gifslang.
Als Johan de Lorelei weer hoort zingen, sluipt hij ongemerkt de hoeve uit en weet het bedreigde schip ternauwernood te redden. Johan komt langzaam erachter dat de bewoners van de hoeve achter het bedrog zitten. Via een geheime gang tussen de hoeve en de berg Lorelei ontdekt Johan dat de gestrande schepen worden beroofd van hun kostbaarheden. Op de hoeve wordt Diederik nogmaals bedreigd, maar kan Johan tijdig ingrijpen. Op dat moment horen ze het mysterieuze meisje gillen uit de kamer van Ruth en snellen erheen. Ze luisteren het gesprek tussen Ruth en het mysterieuze meisje af. Het mysterieuze meisje heet Inge en is de zus van Ruth, die haar in de kelders heeft opgesloten. Ruth geeft toe dat zij de Lorelei is en de schepen met haar gezang heeft doen stranden. Ook geeft zij de moordpogingen op Diederik en de Rode Ridder toe. Als Johan en Diederik dit horen, grijpen ze in. Diederik en Inge verklaren elkaar de liefde. Ruth weet haar handlangers te waarschuwen die een gevecht aangaan met Johan en Diederik, maar kunnen hun niet de baas worden en vluchten ze weg. Als Ruth met een gedeelte van haar buit probeert te ontkomen via de Lorelei, stort ze te pletter op de klippen van de berg. Na afloop gaan Inge en Diederik samen verder.